# Guillermo Cañedo de la Bárcena
Guillermo Cañedo de la Bárcena (Guadalajara, 4 de junio de 1920-Ciudad de México, 20 de enero de 1997) fue un empresario y reconocido directivo mexicano de fútbol.

## Carrera en el fútbol
Guillermo Cañedo se desempeñaba como empresario propietario de una llantera en la ciudad de Cuernavaca, cuando en 1954, el presidente municipal de dicha localidad, Eduardo Díaz Garcilazo, lo recomendó e invitó a asumir la presidencia del Club Deportivo Zacatepec (cargo que ocupó hasta 1961). Durante su gestión el club experimentó su etapa más destacada en el futbol mexicano al conseguir dos campeonatos de liga, dos de Copa y uno de Campeón de Campeones. Además en 1957, como representante del equipo en la federación, impulsó y dio forma a la organización de las denominadas Series Internacionales (llamados popularmente por el número de equipos, pentagonales, hexagonales, etc.), torneos amistosos con la participación de los 2 o 3 mejores clubes de México en el momento del torneo y uno o dos cuadros extranjeros, en especial de Sudamérica. La asistencia de dichos clubes con sus cuadros estelares y la seriedad con que afrontaban los clubes mexicanos los duelos (único roce internacional posible para los equipos locales) elevó la popularidad y notoriedad de estas competencias.
El 19 de junio de 1960 fue elegido presidente de la Federación Mexicana de Fútbol; basaba su propuesta de administración en una paulatina modernización, profesionalización e internacionalización del balompié en México.
El 20 de enero de 1961, fue contratado por Emilio Azcárraga Milmo para ocupar el cargo de Presidente del Club de Fútbol América. Azcárraga se venía involucrando en el fútbol desde el éxito televisivo del II Campeonato Panamericano de Fútbol en 1956, había adquirido al cuadro capitalino en 1959 como punta de lanza de sus proyectos claves: masificar el fútbol a través de la televisión para potenciar su éxito económico y obtener la sede de una Copa Mundial de Fútbol para México; Dichos planes empataban con las intenciones de Cañedo para renovar y proyectar a nivel internacional el fútbol mexicano, por lo que su nombramiento como directivo del América era el inicio de una alianza entre ambos personajes que generarían eventos trascedentes para el balompié local.
Sería el mismo Cañedo quien convenció a Azcárraga, que una buena estrategia para conseguir su objetivo final de obtener la sede de la Copa Mundial de Fútbol de 1970, era la construcción de un estadio de grandes magnitudes. En 1962 inició la edificación del Estadio Azteca a cargo del arquitecto Pedro Ramírez Vázquez; como una propuesta innovadora para sustentar los elevados gastos del estadio, Cañedo propuso la venta a perpetuidad de los palcos que integrarían el inmueble. El estadio para 110 000 espectadores, fue inaugurado el 29 de mayo de 1966 y finalmente sirvió como piedra angular del proyecto que obtuvo la sede de la Copa del Mundo.
Además del estadio, buena parte del éxito de la candidatura se debió a la innovadora estrategia de  asegurar la transmisión en vivo, vía satélite y a color del futuro mundial, gracias a la alianza con la familia Azcárraga y la empresa Telesistema Mexicano, con quien Cañedo laboraba. La empresa mexicana dio muestra de su capacidad técnica cuando en la Copa del Mundo Chile 1962, con la adquisición de estaciones móviles de videocinta (tecnología que permitió grabar señales de televisión), se grabaron los tres partidos de la Selección de fútbol de México y fueron enviados en avión desde Chile hasta México para su transmisión diferida. El uso de este sistema favoreció la internacionalización del evento y la cadena, pues varias compañías extranjeras adquirieron las copias de los juegos para retransmitirlas en sus lugares de origen.
El 21 de septiembre de 1961, junto con el directivo costarricense Ramón Coll Jaumet, concretó la fusión de la NAFC y el CCCF, las dos asociaciones regionales del área de América del Norte, Centroamérica y el Caribe para crear la Confederación de Norteamérica, Centroamérica y el Caribe de Fútbol (Concacaf). El propósito de ella era cohesionar a las pequeñas y medianas federaciones en un ente que impulsara el desarrollo del deporte en la región, y sirviera de plataforma para que la zona fuera contemplada por FIFA para los torneos y competencias internacionales. Mientras Coll  asumió como presidente de la confederación, Cañedo fue invitado en 1962 a ocupar la primera vicepresidencia de la FIFA, iniciando una larga trayectoria también en este organismo. Desde ese momento se dio a la tarea de obtener la sede de un Copa Mundial de Fútbol para México.
Alternando sus múltiples cargos directivos (Presidente de la FMF, presidente del Club América y vicepresidente en la FIFA), emprendió una serie de cambios y reformas que ubicaron su trayectoria como una de las más destacadas a nivel directivo en el futbol mexicano.
- En el caso de la federación, que presidió hasta el 15 de octubre de 1970, impulsó a los clubes para la remodelación y construcción de nuevos estadios que posicionaran a México hacia una sede mundialista (estadios Azteca, Nou Camp, Cuauhtémoc, Universitario, Luis "Pirata" Fuente, Jalisco y Luis Gutiérrez Dosal — estos dos últimos para remodelación —). Otorgó autonomía a las diferentes estructuras del fútbol mexicano, creando las respectivas Ramas de Primera y Segunda División Profesionales (más tarde en 1967 creó la Tercera División), así como el Sector Amateur, clave para la generación de talento juvenil. Refundó el Colegio de Árbitros y reconoció a su asociación respectiva. Creó la primera escuela de directores técnicos. Y gestionó la internacionalización de la selección mexicana con la programación de giras internacionales, especialmente a Sudamérica y Europa.[16][3][11]

- En el caso del Club América, bajo su administración se presentó la reconstrucción financiera y deportiva de la institución luego de años de crisis, se inició la costumbre de adquirir costosos y renombrados jugadores extranjeros y mexicanos, también como parte del proyecto de hacer del país una sede del Campeonato Mundial de Fútbol, dotó al equipo de su nueva casa, el Estadio Azteca; Encabezó en su administración el ambicioso plan del dueño por masificar la afición al fútbol partiendo de la popularidad de un equipo que antagonizara con el Guadalajara. Durante su administración el equipo obtuvo nueve títulos en total.[9][10]

Finalmente el 8 de octubre de 1964 en el 34º Congreso de FIFA, celebrado en Tokio, y teniendo como principal rival a Argentina, que México fue elegido como sede para la Copa Mundial de Fútbol de 1970; reunión en la cual Cañedo mostró una maqueta de lo que sería el Estadio Azteca, lo que deslumbró a los dirigentes de FIFA presididos en aquel entonces por el inglés, Sir Stanley Rous. Sumado a sus múltiples actividades, Cañedo sería presidente del comité organizador.
En 1974 João Havelange, tras ganar las elecciones para la Presidencia de la FIFA, invitó a Cañedo a unirse a su equipo en Fráncfort del Meno, Alemania (sede de la FIFA en aquel entonces) para ocupar el cargo de vicepresidente en el Comité Ejecutivo, específicamente como encargado de la Comisión Organizadora de las Copas Mundiales de Fútbol, ente de la FIFA encargado de coordinar a los comités organizadores locales de cada justa y ser el enlace del organismo internacional con estos. También sería el responsable de la Comisión de Medios Informativos. Su trayectoria (vigente hasta 1997 con su muerte) y relevancia en el organismo lo ubicaron en ocasiones como el posible sucesor de Havelange.
En 1983 al renunciar Colombia a la organización, por iniciativa de Cañedo fue que México solicitó la sede para la Copa Mundial de Fútbol de 1986, y fue en el congreso de la FIFA en Estocolmo, con el concurso de Estados Unidos y Canadá, que por primera vez en la historia de las copas mundiales de fútbol, un país lograba organizar por segunda ocasión el mundial; a pesar de tener como principal opositor, a Henry Kissinger, quien fue Secretario de Estado de los Estados Unidos de 1973 a 1977. En 1993 recibió la Orden Olímpica de parte del Comité Olímpico Internacional. En 1998 se le otorgó en forma póstuma la Orden del Mérito de la FIFA. En 2011 fue incluido en el Salón de la Fama del Fútbol

## Carrera empresarial
Gracias a sus cercanos vínculos con Emilio Azcárraga Milmo, fue invitado a colaborar en Televicentro (hoy Televisa) donde ocupó una vicepresidencia.
En 1971 fundó la Organización de Televisión Iberoamericana (OTI), ocupando 25 años el cargo de presidente, ya que con sus gestiones hizo posible que el mundo de habla hispana pudiera gozar en la actividad de un sinnúmero de eventos artísticos, culturales y deportivos, entre estos las transmisiones de los Juegos Olímpicos, los mundiales de fútbol y el Festival OTI de la Canción.

## Muerte
Guillermo Cañedo falleció el 20 de enero de 1997 siendo el brazo derecho de João Havelange ocupando la vicepresidencia de la FIFA, además siendo el presidente del Comité Organizador de Copas Mundiales, cargo que aún ostentaba para el mundial de Francia 1998. Durante algunos meses, en homenaje póstumo, el Estadio Azteca fue rebautizado con su nombre, sin embargo el arraigo y popularidad del nombre anterior dio marcha atrás a la decisión.
| Predecesor: Moisés Estrada | Presidente de la Femexfut 1960 - 1970                       | Sucesor: José Luis Pérez Noriega |
| Predecesor: Andrew Stephen | Presidente del Comité Organizador de la Copa del Mundo 1970 | Sucesor: Hermann Gösmann         |
| Predecesor: Pablo Porta    | Presidente del Comité Organizador de la Copa del Mundo 1986 | Sucesor: Antonio Matarrese       |